# Campeonato Europeo de Waterpolo Masculino de 2006
El XXVII Campeonato Europeo de Waterpolo Masculino se celebró en Belgrado (Serbia) entre el 1 y el 10 de septiembre de 2006 bajo la organización de la Liga Europea de Natación (LEN).
Las competiciones se llevaron a cabo en las Piscinas Tašmajdan de la capital serbia.

## Grupos
| Grupo A      | Grupo B   |
| ------------ | --------- |
| Rumania      | Hungría   |
| España       | Eslovenia |
| Países Bajos | Grecia    |
| Eslovaquia   | Alemania  |
| Serbia       | Croacia   |
| Rusia        | Italia    |

## Fase preliminar

### Grupo A
| Equipo       | J | G | E | P | GF | GC | DG  | PTS |
| ------------ | - | - | - | - | -- | -- | --- | --- |
| Serbia       | 5 | 5 | 0 | 0 | 78 | 34 | 44  | 15  |
| España       | 5 | 3 | 0 | 2 | 59 | 54 | 5   | 9   |
| Rumania      | 5 | 2 | 1 | 2 | 41 | 48 | -7  | 7   |
| Rusia        | 5 | 2 | 0 | 3 | 49 | 53 | -4  | 6   |
| Países Bajos | 5 | 1 | 2 | 2 | 46 | 58 | -12 | 5   |
| Eslovaquia   | 5 | 0 | 1 | 4 | 36 | 62 | -26 | 1   |

- Resultados

| Fecha    | Hora¹ | Partido      | Partido | Partido      | Resultado |
| -------- | ----- | ------------ | ------- | ------------ | --------- |
| 01.09.06 | 10:00 | Rumania      | -       | España       | 8-11      |
| 01.09.06 | 13:00 | Países Bajos | -       | Eslovaquia   | 11-11     |
| 01.09.06 | 20:15 | Serbia       | -       | Rusia        | 13-6      |
| 02.09.06 | 11:30 | España       | -       | Eslovaquia   | 13-8      |
| 02.09.06 | 13:00 | Rumania      | -       | Rusia        | 13-10     |
| 02.09.06 | 20:15 | Serbia       | -       | Países Bajos | 17-10     |
| 03.09.06 | 11:30 | Países Bajos | -       | Rumania      | 8-8       |
| 03.09.06 | 13:00 | Rusia        | -       | España       | 10-13     |
| 03.09.06 | 20:15 | Serbia       | -       | Eslovaquia   | 19-2      |
| 04.09.06 | 10:00 | Rusia        | -       | Países Bajos | 11-5      |
| 04.09.06 | 13:00 | Rumania      | -       | Eslovaquia   | 7-6       |
| 04.09.06 | 20:15 | Serbia       | -       | España       | 16-11     |
| 05.09.06 | 11:30 | Eslovaquia   | -       | Rusia        | 9-12      |
| 05.09.06 | 13:00 | Países Bajos | -       | España       | 12-11     |
| 05.09.06 | 20:15 | Serbia       | -       | Rumania      | 13-5      |

- (¹) - Hora local de Belgrado (UTC +2, CEST)

### Grupo B
| Equipo    | J | G | E | P | GF | GC | DG  | PTS |
| --------- | - | - | - | - | -- | -- | --- | --- |
| Hungría   | 5 | 5 | 0 | 0 | 82 | 41 | 41  | 15  |
| Italia    | 5 | 3 | 0 | 2 | 57 | 50 | 7   | 9   |
| Grecia    | 5 | 2 | 1 | 2 | 59 | 48 | 11  | 7   |
| Alemania  | 5 | 2 | 1 | 2 | 52 | 54 | -2  | 7   |
| Croacia   | 5 | 1 | 2 | 2 | 57 | 52 | 5   | 5   |
| Eslovenia | 5 | 1 | 0 | 3 | 33 | 95 | -62 | 2   |

- Resultados

| Fecha    | Hora¹ | Partido   | Partido | Partido   | Resultado |
| -------- | ----- | --------- | ------- | --------- | --------- |
| 01.09.06 | 11:30 | Hungría   | -       | Eslovenia | 23-6      |
| 01.09.06 | 17:15 | Grecia    | -       | Alemania  | 11-8      |
| 01.09.06 | 18:45 | Croacia   | -       | Italia    | 8-9       |
| 02.09.06 | 10:00 | Eslovenia | -       | Grecia    | 6-19      |
| 02.09.06 | 17:15 | Italia    | -       | Alemania  | 8-11      |
| 02.09.06 | 18:45 | Croacia   | -       | Hungría   | 11-16     |
| 03.09.06 | 10:00 | Alemania  | -       | Eslovenia | 14-6      |
| 03.09.06 | 17:15 | Grecia    | -       | Croacia   | 10-10     |
| 03.09.06 | 18:45 | Hungría   | -       | Italia    | 13-6      |
| 04.09.06 | 11:30 | Italia    | -       | Eslovenia | 20-7      |
| 04.09.06 | 17:15 | Hungría   | -       | Grecia    | 10-8      |
| 04.09.06 | 18:45 | Croacia   | -       | Alemania  | 9-9       |
| 05.09.06 | 10:00 | Eslovenia | -       | Croacia   | 8-19      |
| 05.09.06 | 17:15 | Alemania  | -       | Hungría   | 10-20     |
| 05.09.06 | 18:45 | Grecia    | -       | Italia    | 11-14     |

- (¹) - Hora local de Belgrado (UTC +2, CEST)

## Fase final

### Cuartos de final
| Fecha    | Hora¹ | Partido | Partido | Partido | Resultado |
| -------- | ----- | ------- | ------- | ------- | --------- |
| 07.09.06 | 18:45 | España  | -       | Grecia  | 12-10     |
| 07.09.06 | 20:15 | Rumania | -       | Italia  | 10-9      |

### Semifinal
| Fecha    | Hora¹ | Partido | Partido | Partido | Resultado |
| -------- | ----- | ------- | ------- | ------- | --------- |
| 08.09.06 | 18:45 | Serbia  | -       | Rumania | 13-6      |
| 08.09.06 | 20:15 | Hungría | -       | España  | 16-10     |

### Tercer puesto
| Fecha    | Hora¹ | Partido | Partido | Partido | Resultado |
| -------- | ----- | ------- | ------- | ------- | --------- |
| 10.09.06 | 18:45 | Rumania | -       | España  | 4-10      |

### Final
| Fecha    | Hora¹ | Partido | Partido | Partido | Resultado |
| -------- | ----- | ------- | ------- | ------- | --------- |
| 10.09.06 | 20:15 | Serbia  | -       | Hungría | 9-8       |

- (¹) - Hora local de Belgrado (UTC +2, CEST)

## Medallero
|        |         |        |
| Serbia | Hungría | España |

## Estadísticas

### Clasificación general
| 1. Serbia        |
| 2. Hungría       |
| 3. España        |
| 4. Rumania       |
| 5. Italia        |
| 6. Grecia        |
| 7. Croacia       |
| 8. Alemania      |
| 9. Rusia         |
| 10. Países Bajos |
| 11. Eslovaquia   |
| 12. Eslovenia    |

### Máximos goleadores
| Puesto | Nombre           | País    | Goles |
| ------ | ---------------- | ------- | ----- |
| 1      | Aleksandar Šapić | Serbia  | 33    |
| 2      | Miho Bošković    | Croacia | 21    |
| 3      | Tamás Kásás      | Hungría | 20    |
| 4      | Guillermo Molina | España  | 18    |
|        | Georgios Ntoskas | Grecia  | 18    |

- Datos: Q1080691